# ایتو فورویاما
ایتو فورویاما (انگلیسی: Eito Furuyama؛ زادهٔ ۸ نوامبر ۱۹۹۳) بازیکن فوتبال است.
وی همچنین در تیم‌های ملی فوتبال زیر ۱۷ سال ژاپن بازی کرده‌است.